# 난바 파크스

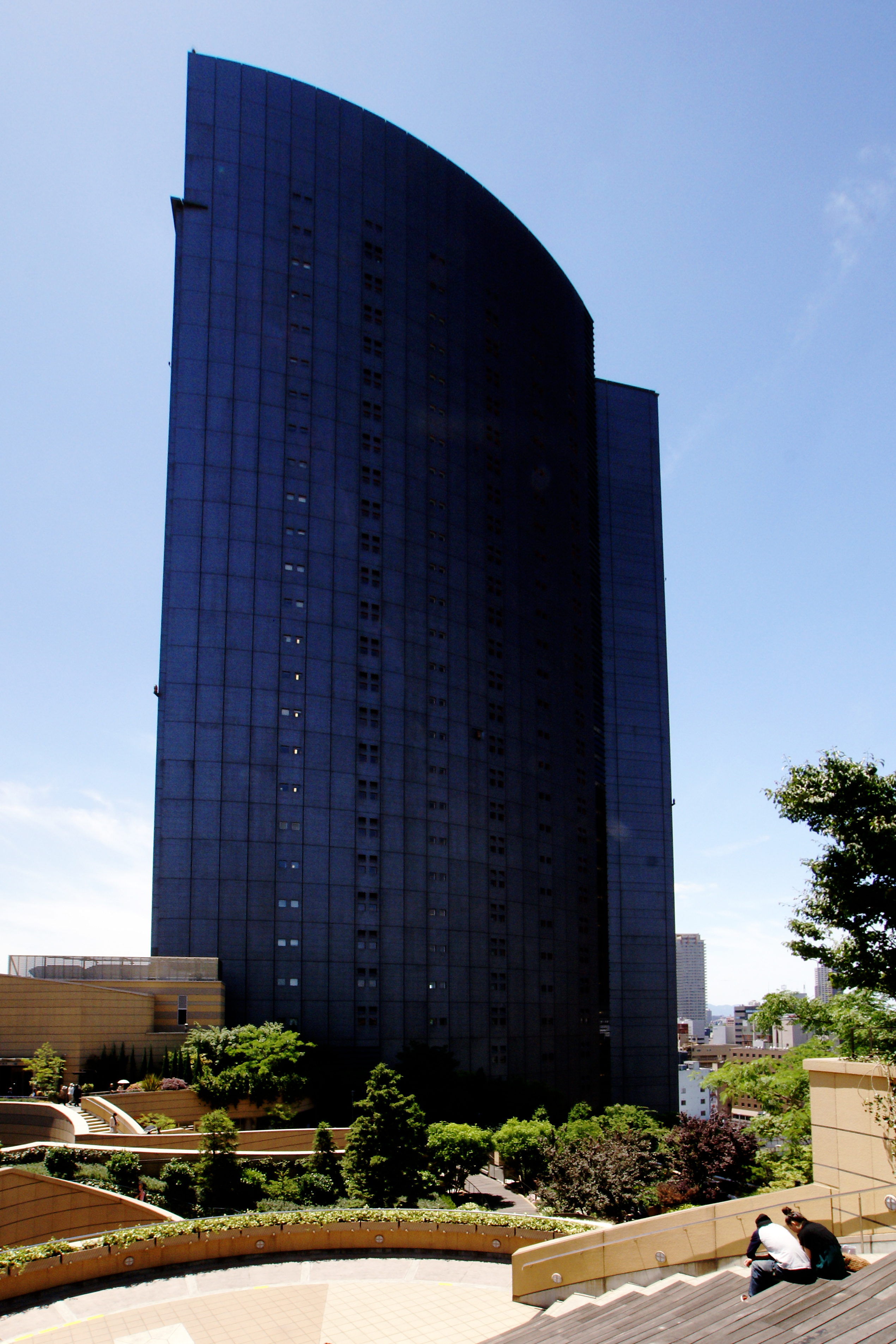
난바 파크스

난바 파크스(일본어: なんばパークス, 영어: NAMBA PARKS)는 일본 오사카부 오사카시 나니와구 난바나카에 있는 상업시설이다. 난카이 전기 철도 난바 역 남쪽에 있다. "녹색과의 공존"을 큰 테마로 하고 있다.

## 개요
한때 프로 야구 구단 난카이 호크스의 본거지 구장으로 사용되어 1998년에 해체된 오사카 구장 터에 난카이가 "미래 도시 나니와 신도"를 컨셉으로 재개발을 실시하였다. 2003년 10월 7일에 제1기 부분이, 2007년 4월 19일 제2기 부분이 개업했다. 또한, 2005년 4월 1일부터는 난카이의 자회사인 난카이 도시 창조가 영업을 하였으나, 2010년 10월 1일 난카이에 흡수 합병되어 해산하였다. 이후, 다시 난카이에 의해 직영이 되었다.

## 같이 보기
- 오사카부의 마천루 목록